# Theodor Wulf
Theodor Wulf (Hamm, 28 de julho de 1868 – Hallenberg, 19 de junho de 1946) foi um físico e sacerdote jesuíta alemão, que foi um dos primeiros pesquisadores a detectar excesso de radiação atmosférica.
Theodor Wulf tornou-se padre jesuíta aos 20 anos de idade, antes de estudar física com Walther Nernst na Universidade de Göttingen. Lecionou física em Valkenburg, uma universidade jesuíta, de 1904 a 1914 e 1918-1935. Projetou e construiu um eletrômetro que poderia detectar a presença de partículas carregadas energéticas (ou ondas eletromagnéticas). Como as fontes naturais de radiação no solo foram detectadas pelo eletrômetro, ele previu que, se se afastasse o suficiente dessas fontes, detectaria menos radiação.
Para testar sua hipótese, em 1910 ele comparou a radiação na parte inferior e no topo da Torre Eiffel. Descobriu que a ionização caiu de 6 íons cm−3 para 3,5 íons cm−3 quando subiu a Torre Eiffel (330 m). Se a ionização fosse devida a raios γ originários da superfície da Terra, a intensidade dos íons deveria ter diminuído para metade em 80 m. Energia vinha de fora da atmosfera da Terra e era detectada por seu dispositivo; essa radiação era dos raios cósmicos. Publicou um artigo no Physikalische Zeitschrift detalhando os resultados de seus quatro dias de observação na Torre Eiffel. Seus resultados não foram aceitos inicialmente.

## Publicações
- Uber den Einfluss des Druckes auf die elektromotorische Kraft der Gaselektroden. Physikalische Zeitschrift Chemie
- About the radiation of high penetration capacity contained in the atmosphere. Physikalische Zeitschrift
- Einstein's relativity theory, 1921.
- Text book of physics, 1926.
- Electrostatic attempts with application of the universal electroscope, 1928.
- The oscillatory movement, 1931.
- The Thread Electrometers, 1933.
- The Components of the Body World, 1935.